# 石墨慢化反应堆
石墨慢化反应堆简称石墨反应堆或石墨堆，是一类利用核石墨作为中子慢化剂的核反应堆。石墨慢化反应堆技术已被用于商业发电。

## 类型
石墨慢化反应堆主要分为以下几个类型：
- 气冷反应堆
  - 镁诺克斯反应堆
  - 进阶版气冷反应堆

- 高温气冷反应堆（已竣工）
  - 天龙座反应堆（英语：Dragon reactor）
  - 煤球炉式反应堆（英语：AVR Reactor）
  - 桃底核电站（英语：Peach Bottom Nuclear Generating Station）
  - 钍高温反应堆-300（英语：THTR-300）
  - 圣符仑堡核电站（英语：Fort St. Vrain Generating Station）

- 高温气冷反应堆（研发或建设中）
  - 球床反应堆
  - 棱镜燃料反应堆（英语：Prismatic fuel reactor）
  - 超高温实验堆

- 水冷反应堆
  - 大功率管式反应堆
  - 石墨慢化水冷天然铀热中子反应堆：可使用天然铀生产钚-239

## 历史
1942年，恩里科·费米及其率领的团队制造出首个能通过核反应释放少量的热的石墨慢化装置（芝加哥1号堆），该装置也是世界上第一个核反应堆。该反应堆的建设与测试是曼哈顿计划的一部分。该研究为后来也为橡树岭国家实验室的世界上首个可持续运行的核反应堆（X-10石墨反应堆）的建设提供了技术与经验。X-10于1943年投入运作。

### 事故
- 1986年4月26日，位于乌克兰切尔诺贝利的切尔诺贝利核电站石墨慢化大功率管式反应堆由于功率剧增而发生熔毁，使大量危险放射性物质被释放到环境中。切尔诺贝利核事故是国际核事件分级表中第一项被分類為第七级（最严重）的事件。

- 德国于1976年开始运行的石墨慢化AVR反应堆在使用过程中因燃料温度不稳定、局部温度高于最高额定温度，使回路受到严重的放射性同位素（主要为铯-137及锶-90）沾污。该核电站于1988年关闭。